# Sepia lycidas
Sepia lycidas е вид главоного от семейство Sepiidae.

## Разпространение и местообитание
Този вид е разпространен в Бруней, Виетнам, Индия (Андамански и Никобарски острови), Индонезия (Калимантан, Суматра и Ява), Камбоджа, Китай (Гуандун, Гуанси, Джъдзян, Дзянсу, Ляонин, Тиендзин, Фудзиен, Хайнан, Хубей, Шандун и Шанхай), Малайзия (Западна Малайзия, Сабах и Саравак), Мианмар, Провинции в КНР, Северна Корея, Сингапур, Тайван, Тайланд, Филипини, Южна Корея и Япония (Кюшу, Рюкю, Хоншу и Шикоку).
Обитава крайбрежията и пясъчните дъна на морета и заливи.